# 藤間勘右衛門
藤間 勘右衞門（ふじま かんえもん、新字体：勘右衛門）は、藤間流勘右衛門派宗家家元の名跡。
三代目以降、歌舞伎役者が兼ねて襲名している。

## 初代
初代 藤間 勘右衛門（しょだい ふじま かんえもん、文化10年（1813年） - 嘉永4年8月12日（1851年9月7日））は、初世藤間流勘右衛門家元。父は長唄の名手・富士田勘右衞門（後の三代目大薩摩文太夫）。江戸の生まれ。
6歳で四代目藤間勘兵衛の門下となる。一時七代目市川團十郎の門下で市川金太郎を名乗る。1843年に舞踊に専念し津打治三郎を名乗る。1845年に勘右衛門と改名。
1851年に若年で病死。

## 二代目
二代目 藤間 勘右衛門（にだいめ ふじま かんえもん、天保11年2月12日または20日（1840年3月15日または23日） - 大正14年（1925年）1月23日）は、二世藤間流勘右衛門家元。晩年は藤間 勘翁（ふじま かんおう）を名乗る。本名は藤間 金太郎（ふじま きんたろう）。浜町の藤間、大藤間と呼ばれた。
初代の実子。湯島天神町の生まれ、最初は歌舞伎役者の七代目市川團十郎の門下。初名を藤間金太郎。12歳で父が死去し藤間勘十郎の門下で19歳で二代目藤間勘右衛門を襲名。一時1867年に五代目西川扇蔵の養子となり六代目西川扇蔵を襲名するが、明治4年に藤間勘右衛門に戻る。花柳流の初代花柳壽輔が九代目市川團十郎と対立し決別すると、團十郎からその後釜に迎え入れられ引き立てられる。團十郎との提携で『春興鏡獅子』『素襖落』『鷺娘』などを振り付け、他にも坪内逍遥の新歌舞伎舞踊『お夏狂乱』等も手がけ一時代を築いた。今日にもその踊りは受け継がれている。
生年月日は2月20日とも。三代目勘右衛門は養子。